# Jesús García i Pastor
Jesús García i Pastor (Requena, Plana d'Utiel, País Valencià, 4 de març de 1915 - Sant Cugat del Vallès, 28 de febrer de 2009) fou un bibliotecari, arxiver, historiador i escriptor valencià.
Llicenciat en Filosofia i Lletres, en l'especialitat d'història a València, el 1942 ingressà en el Cos Facultatiu d'Arxivers, Bibliotecaris i Arqueòlegs. El seu primer destí fou a l'Arxiu de la Delegació d’Hisenda de Palma, i el 1947 fou nomenat director de la Biblioteca Provincial, situada a l'edifici del Convent de Monti-sion de Palma, i s'encarregà se redactar el catàleg d'incunables de la biblioteca i el de manuscrits. Combinà la tasca de bibliotecari amb la de professor de Llatí i Grec. S'encarregà de catalogar el fons Joan Estelrich i el fons del músic i director de la Capella Clàssica, Joan Maria Thomàs. El gener del 1985 es jubilà com a director de la Biblioteca Pública de Mallorca i, amb motiu d'aquest fet, la Conselleria d'Educació i Cultura del Govern de les Illes Balears edità un llibre homenatge a la seva tasca com a bibliotecari i arxiver titulat Homenatge a D. Jesús García Pastor: bibliotecari.
Garcia Pastor fou també un excursionista decidit, que començà a participar, a mitjans dels anys cinquanta, a les excursions que organitzava el Foment del Turisme de Mallorca. Des d'aquest vessant, cal destacar, la seva magna obra, com a autor i editor, titulada Rutes Amagades de Mallorca, una col·lecció de 83 fascicles que suposen altres tants itineraris, reunits en vuit volums i publicats entre els anys 1964 i 1980, amb nombroses fotografies, en blanc i negre, que avui són un monumental testimoni de la Mallorca més recòndita d'aquells anys, essent també una peça clau en el foment l'excursionisme i del coneixement de la natura mallorquina.

## Publicacions[1]
- Catálogo de incunables de la Biblioteca Pública de Palma de Mallorca (1951)
- Inventario de manuscritos del Estado en Mallorca (1989, en col·laboració amb M. Marsa)
- Manuscritos lulianos antiguos de la Biblioteca Pública de Palma (1962, amb J.N. Hillgarth)
- Rutas escondidas de Mallorca (1977)
- Camins i paisatges: itineraris culturals per l'illa de Mallorca (1992, amb G. Valero)
- Antología de poesías paisajísticas mallorquinas traducidas por J. García Pastor para su obra Rutas escondidas de Mallorca (1977)
- Manuscritos Lulianos Modernos de la Biblioteca Pública de Palma (1964)
- Manuscritos Lulianos Modernos de la Biblioteca Pública de Palma (1963, amb L. Pérez Martínez)
- Manuscritos Lulianos de la Biblioteca Pública de Palma (1965, amb J.N. Hillgarth i L. Pérez Martínez).